# Pseudopeltula heppioides
Pseudopeltula heppioides är en svampart som beskrevs av Henssen. Pseudopeltula heppioides ingår i släktet Pseudopeltula och familjen Gloeoheppiaceae.   Inga underarter finns listade i Catalogue of Life.